# Asemum
Asemum is een kevergeslacht uit de familie van de boktorren (Cerambycidae). De wetenschappelijke naam van het geslacht werd voor het eerst geldig gepubliceerd in 1830 door Eschscholtz.

## Soorten
Asemum omvat de volgende soorten:
- Asemum amurense Kraatz, 1879
- Asemum arisanum Kano, 1933
- Asemum australe LeConte, 1850
- Asemum caseyi Linsley, 1957
- Asemum glabrellum Bates, 1892
- Asemum lucidulum Pesarini & Sabbadini, 1997
- Asemum nitidum LeConte, 1873
- Asemum punctulatum Blessig, 1872
- Asemum striatum (kortsprietboktor) (Linnaeus, 1758)
- Asemum tenuicorne Kraatz, 1879